# Foussarde
Pour un article plus général, voir Réseau hydrographique d'Eure-et-Loir.
La Foussarde est une rivière française du département d'Eure-et-Loir, dans la région Centre-Val de Loire, affluent en rive droite du Loir, sous-affluent de la Loire par la Sarthe et la Maine.

## Géographie
De sa source à sa confluence avec le Loir, la Foussarde parcourt 30,6 km. Elle passe sous l'autoroute A11 - E50 dite l'Océane, reliant Paris à Nantes, sur la commune de Frazé.

### Communes et cantons traversés
La Foussarde traverse les huit communes suivantes, d'amont en aval, de Argenvilliers, La Croix-du-Perche, Frazé, Montigny-le-Chartif, Mottereau, Vieuvicq, Saint-Avit-les-Guespières, Mézières-au-Perche.
La Foussarde prend source dans le canton de Nogent-le-Rotrou, traverse le canton d'Illiers-Combray, conflue dans le canton de Brou, dans les arrondissements de Nogent-le-Rotrou et de Châteaudun.

### Bassin versant
Le bassin versant de la Foussarde est de 50 km2.

### Organisme gestionnaire
L'organisme gestionnaire est le syndicat mixte d'aménagement et de restauration du bassin du Loir en Eure-et-Loir (SMAR Loir 28), crée le 1er janvier 2012.

## Affluents
La Foussarde a dix-huit affluents référencés dont :
- ? (rg) 11,3 km sur les quatre communes de Chassant, La Croix-du-Perche, Frazé et Thiron-Gardais avec un affluent sans nom de 2 km.
- Les Panses (rd) 4 km sur les trois communes d'Argenvilliers, Beaumont-les-Autels, et La Croix-du-Perche avec un affluent sans nom de 2 km.

### Rang de Strahler
Don son rang de Strahler est de trois.